# Borgs socken
Borgs socken i Östergötland ingick i Memmings härad uppgick 1936 i Norrköpings stad och området är sedan 1971 en del av Norrköpings kommun i Östergötlands län, från 2016 inom Vrinnevi distrikt och Borgs distrikt.
Socknens areal var 76,26 kvadratkilometer, varav 59,19 land. År 1947 fanns här 4 522 invånare. En del av Norrköping samt sockenkyrkan Borgs kyrka ligger i denna socken. 

## Administrativ historik
Borgs socken har medeltida ursprung. 1803 införlivades Löts socken och sockennamnet var därefter till 1887 Borg och Löts socken.
Vid kommunreformen 1862 övergick socknens ansvar för de kyrkliga frågorna till Borgs församling och för de borgerliga frågorna till Borgs landskommun. Landskommunen inkorporerades 1936 i Norrköpings stad och ingår sedan 1971 i Norrköpings kommun. Församlingen namnändrades 1936 till Norrköpings Borgs församling. 1992 bröts Vrinnevi församling ut och 2010 utökades denna församling.

1 januari 2016 inrättades distrikten Borg och Vrinnevi, med samma omfattning som motsvarande församlingar hade 1999/2000 och fick 1992, och vari detta sockenområde ingår.
Socknen har tillhört samma fögderier och domsagor som Memmings härad. De indelta soldaterna tillhörde  Första livgrenadjärregementet och Andra livgrenadjärregementet.

## Geografi
Borgs socken ligger sydväst om Norrköping sydost om Glan och Motala ström och med Asplången i söder. Socknen är en slättbygd i norr och skogigare i söder.

## Fornlämningar
Kända från socknen är hällristningar, skärvstenshögar och spridda gravar från bronsåldern samt 30 gravfält och tre fornborgar från järnåldern. Vid Herrebro finns resterna av en handelsplats från vikingatiden. Även resterna av ett kulthus har funnits. 

## Namnet
Namnet (1333 Borgh) kommer från forna kyrkbyn. Namnet syftar troligen på en fornborg. En sådan har funnits öster om Borgs säteri.

### Fotnoter
1. 1 2 3  Svensk Uppslagsbok andra upplagan 1947–1955: Borg socken
2. ↑  Harlén, Hans; Harlén Eivy (2003). Sverige från A till Ö: geografisk-historisk uppslagsbok. Stockholm: Kommentus. Libris 9337075. ISBN 91-7345-139-8
3. ↑  ”Församlingar”. Statistiska centralbyrån. https://www.scb.se/hitta-statistik/regional-statistik-och-kartor/regionala-indelningar/forsamlingar/. Läst 30 december 2022.
4. ↑  Administrativ historik för Borg socken (Klicka på församlingsposten). Källa: Nationella arkivdatabasen, Riksarkivet.
5. 1 2  Sjögren, Otto (1931). Sverige geografisk beskrivning del 2 Östergötlands, Jönköpings, Kronobergs, Kalmar och Gotlands län. Stockholm: Wahlström & Widstrand. Libris 9939
6. 1 2  Nationalencyklopedin
7. ↑  Fornlämningar, Statens historiska museum: Borgs socken
8. ↑  Fornminnesregistret, Riksantikvarieämbetet: Borgs socken Fornminnen i socknen erhålls på kartan genom att skriva in sockennamn (utan "socken") i "Ange geografiskt område"
9. ↑  http://historiska.se/upptack-historien/artikel/kult-och-ritualer/
10. ↑  Mats Wahlberg, red (2003). Svenskt ortnamnslexikon. Uppsala: Institutet för språk och folkminnen. Libris 8998039. ISBN 91-7229-020-X. https://isof.diva-portal.org/smash/get/diva2:1175717/FULLTEXT02.pdf